# 댈러스 롱
댈러스 크러처 롱(Dallas Crutcher Long, 1940년 6월 13일 ~ 2024년 11월 10일)은 전 미국의 육상 선수이며, 포환던지기에서 4개의 세계 기록들을 보유하였다.
아칸소주 파인 블러프에서 태어나 서던캘리포니아 대학교에서 수학하였다. 1960년 로마 올림픽에 처음 참가한 롱은 동료 선수 빌 니더와 패리 오브라이언에게 밀려 3위에 그치고 말았다.
4년 후, 도쿄 올림픽에서 올림픽 기록 20.33m와 함께 금메달 획득에 성공하였다. 후에 치과의사와 비상 약품에 전문적인 의사가 되었다.
1993년 로드니 킹 사건에 관한 재판에서 증인으로 있었다.